# U 767
U 767 war ein von der Kriegsmarine im Zweiten Weltkrieg eingesetztes U-Boot vom Typ VII C. Bei seiner einzigen Feindfahrt versenkte es am 15. Juni 1944 im Ärmelkanal eine britische Fregatte. Kurz darauf wurde das U-Boot am 18. Juni 1944 im Ärmelkanal von den drei britischen Zerstörern Fame, Inconstante und Havelock versenkt. Von den 50 Besatzungsmitgliedern starben 49; nur einer überlebte und geriet in britische Kriegsgefangenschaft.

## Bau und Ausstattung
U 767 hatte an der Oberfläche eine Wasserverdrängung von 769 t und unter Wasser 871 t. Sie war insgesamt 67,1 m lang, 6,2 m breit, 9,6 m hoch mit einem 50,5 m langen Druckkörper und hatte einen Tiefgang von 4,74 m. Das in der Kriegsmarinewerft in Wilhelmshaven gebaute U-Boot wurde von zwei Viertakt-Dieselmotoren F46 mit je 6 Zylindern und Ladegebläse der Kieler Germaniawerft mit einer Leistung von 2060 bis 2350 kW, bei Unterwasserbetrieb mit zwei Elektromotoren GU 460/8–27 von AEG mit einer Leistung von 550 kW angetrieben. Es hatte zwei Antriebswellen mit zwei 1,23 m großen Schiffsschrauben. Das Boot war zum Tauchen bis in Tiefen von 230 m geeignet.
Das U-Boot erreichte an der Oberfläche Geschwindigkeiten von bis zu 17,7 Knoten und unter Wasser bis zu 7,6 Knoten. Aufgetaucht konnte das Schiff bei 10 Knoten bis zu 8500 Seemeilen weit fahren, untergetaucht bei 4 Knoten bis zu 80 Seemeilen. U 767 war mit fünf 533 mm Torpedorohren – vier am Bug und eins am Heck – und vierzehn Torpedos, einer 8,8-cm-Kanone SK C/35 mit 220 Schuss Munition, einer 3,7-cm-FlaK M42 18/36/37/43 und zwei 2-cm-FlaK C/30 ausgestattet.

## Mannschaft
Die Mannschaftsstärke des U-Boots betrug 44 bis 60 Mann. Bei seiner letzten Fahrt waren es 50 Mann.

## Einsatz und Ende
Nach seiner Indienststellung wurde U 767 unter dem Kommando des Oberleutnants zur See Walter Dankleff (1906–1944) ab 11. September 1943 erprobt und diente dann bis zum 30. April 1943 bei der 8. U-Flottille in Danzig als Ausbildungsboot, um danach nach Kiel überführt zu werden. Am 9. Mai 1944 verließ es den Kieler Hafen und traf am 11. Mai für die Vorbereitung der ersten Feindfahrt im norwegischen Kristiansand ein. Ab 22. Mai fuhr das Boot mit einem kurzen Aufenthalt am 24. Mai in Bergen (Norwegen) zunächst in den Nordatlantik, wurde aber nach der alliierten Invasion in der Normandie (Operation Overlord) in den Golf von Biskaya und dann in den Ärmelkanal gesandt, um dortige feindliche Schiffe zu bekämpfen. Als U 767 am 15. Juni 1944 den Ärmelkanal erreichte, traf es auf die britische Fregatte Mourne (K.261) mit 1370 Tonnen, die um 13.45 Uhr mit einem Torpedo versenkt wurde. Dabei kamen 111 britische Besatzungsmitglieder einschließlich des Kommandanten Raymond Spurr Holland RD, RNR und sieben weiteren Offizieren ums Leben – darunter ein Seemann, der später an seinen Wunden starb –, und nur 27 konnten sich retten.
Am 18. Juni 1944 wurde U 767 südwestlich der Insel Guernsey von den drei britischen Zerstörern Fame, Inconstante und Havelock entdeckt und durch Einsatz von Hedgehog-Granatwerfern versenkt. Das U-Boot sank mit allen 50 Besatzungsmitgliedern 70 m tief auf den Meeresgrund, wo es für 49 von ihnen zum Grab wurde. Der 19-jährige, als Elektriker tätige Obergefreite Walter Schmietenknop (1925–2012) schaffte es jedoch, das U-Boot nach Eindringen des Wassers über das Torpedorohr zu verlassen und mit einem Dräger-Tauchretter an seiner Rettungsweste, die ihm kurz zuvor ein Kamerad gegeben hatte, lebend an die Wasseroberfläche zu gelangen. Der Zerstörer Fame entdeckte ihn kurz darauf und fuhr an ihn heran, woraufhin er an Bord gezogen wurde. So geriet Walter Schmietenknop als einziger Überlebender von U 767 in britische Kriegsgefangenschaft.